# Cyrtocamenta bechynei
Cyrtocamenta bechynei är en skalbaggsart som beskrevs av Frey 1976. Cyrtocamenta bechynei ingår i släktet Cyrtocamenta och familjen Melolonthidae. Inga underarter finns listade i Catalogue of Life.